# Ravenous
Ravenous – czwarty album studyjny holenderskiej grupy muzycznej God Dethroned. Wydawnictwo ukazało się 24 kwietnia 2001 roku nakładem wytwórni muzycznej Metal Blade Records. W ramach promocji do pochodzącego z płyty utworu "Villa Vampiria" został zrealizowany teledysk.

## Lista utworów
Opracowano na podstawie materiału źródłowego.
1. "Swallow the Spikes" – 3:22
2. "Poison Apple (Eve and Serpentio in the Garden of Eden)" – 3:46
3. "Villa Vampiria" – 3:26
4. "Consumed by Darkness" – 2:18
5. "The Mysteries That Make You Bleed" – 3:21
6. "The Iconoclast Deathride" – 5:56
7. "The Crown for the Morbid" – 3:37
8. "Ravenous" – 4:13
9. "Autumn Equinox – Winter Campaign 2002	I" – 1:56
10. "Autumn Equinox – Winter Campaign 2002 II" – 4:31
11. "Evil Dead" (cover Death) – 2:48